# Сум (провинция)
Сум (фр. Soum) — одна из 45 провинций Буркина-Фасо. Входит в состав региона Сахель. Административный центр провинции — город Джибо. Площадь провинции составляет 12 222 км².

## Население
По данным на 2013 год численность населения провинции составляла 443 399 человек.
Динамика численности населения провинции по годам:
| 1996    | 1997    | 2005    | 2006    | 2013    |
| ------- | ------- | ------- | ------- | ------- |
| 253 393 | 253 867 | 319 648 | 348 341 | 443 399 |

## Административное деление
В административном отношении подразделяется на 9 департаментов:
- Арбинда
- Барабуле
- Дигель
- Джибо
- Кельбо
- Кутугу
- Насумбу
- Побе-Менгау
- Тонгомайель